# Brignais
Brignais é uma comuna francesa, no departamento do Ródano região dos Auvérnia-Ródano-Alpes.